# Aspila deserta
Aspila deserta là một loài bướm đêm trong họ Noctuidae.